# Église Saint-Cyrille de Saint-Cyrille-de-Wendover
L'église Saint-Cyrille de Saint-Cyrille-de-Wendover est une église paroissiale située au cœur du village de Saint-Cyrille-de-Wendover dans la province de Québec au Canada. Troisième lieu de culte catholique du village, cette église de style éclectique a été construite entre 1903 et 1905 selon les plans des architectes Louis Caron père (1848-1917) et Louis Caron fils (1871-1926). L'église a été faîte immeuble patrimonial en 2008 par la municipalité de Saint-Cyrille-de-Wendover.